# Cratere Roddenberry
Roddenberry  è un cratere sulla superficie di Marte.